# دوبرومیل (استان پودلاسکی)
دوبرومیل (به لهستانی:  Dobromil) یک روستا در لهستان است که در گمینا بیلسک پودلاسکی واقع شده‌است.